# Fiona Pitt-Kethley
Fiona Pitt-Kethley (nascuda el 21 de novembre de 1954) és una poeta, novel·lista, escriptora de viatges i periodista britànica, que és autora de més de 20 llibres tant de poesia com de prosa. Va viure molts anys a Hastings, East Sussex, i es va traslladar a Espanya el 2002 amb el seu marit James Plaskett i el seu fill, Alexander.
La seva col·lecció de poesies Sky Ray Lolly es va publicar el 1986. Ha estat descrita com una poeta en "la nova tradició de la sensualitat britànica en versos que Ewart va ajudar a inaugurar".
Pitt-Kethley també ha treballat com a periodista independent i ha escrit per a The Daily Telegraph, The Independent, The Guardian, The Times, The Big Issue i altres.

### Col·leccions de poesia
- Sky Ray Lolly (1986)
- Private Parts (1987)
- The Perfect Man (1989)
- Dogs (1993) (inclou dues peces de periodisme)
- Double Act (1996)
- Memo From a Muse (1997)
- Selected Poems (2008)

### Novel·les
- The Misfortunes of Nigel(1991)
- Baker's Dozen (2000)

### Redacció de viatges
- Journeys to the Underworld (1988)
- The Pan Principle (1994)
- Red Light Districts of the World (2000)

### Reculls periodístics
- Too Hot to Handle (1992)

### Autobiografia
- L'autobiografia de Fiona Pitt-Kethley: La meva escola (2000)

### Antologies com a editora
- Literary Companion to Sex: an Anthology of Prose and Poetry (1994)
- Company Literary to Low Life (1995)